# Schönheitsmittel

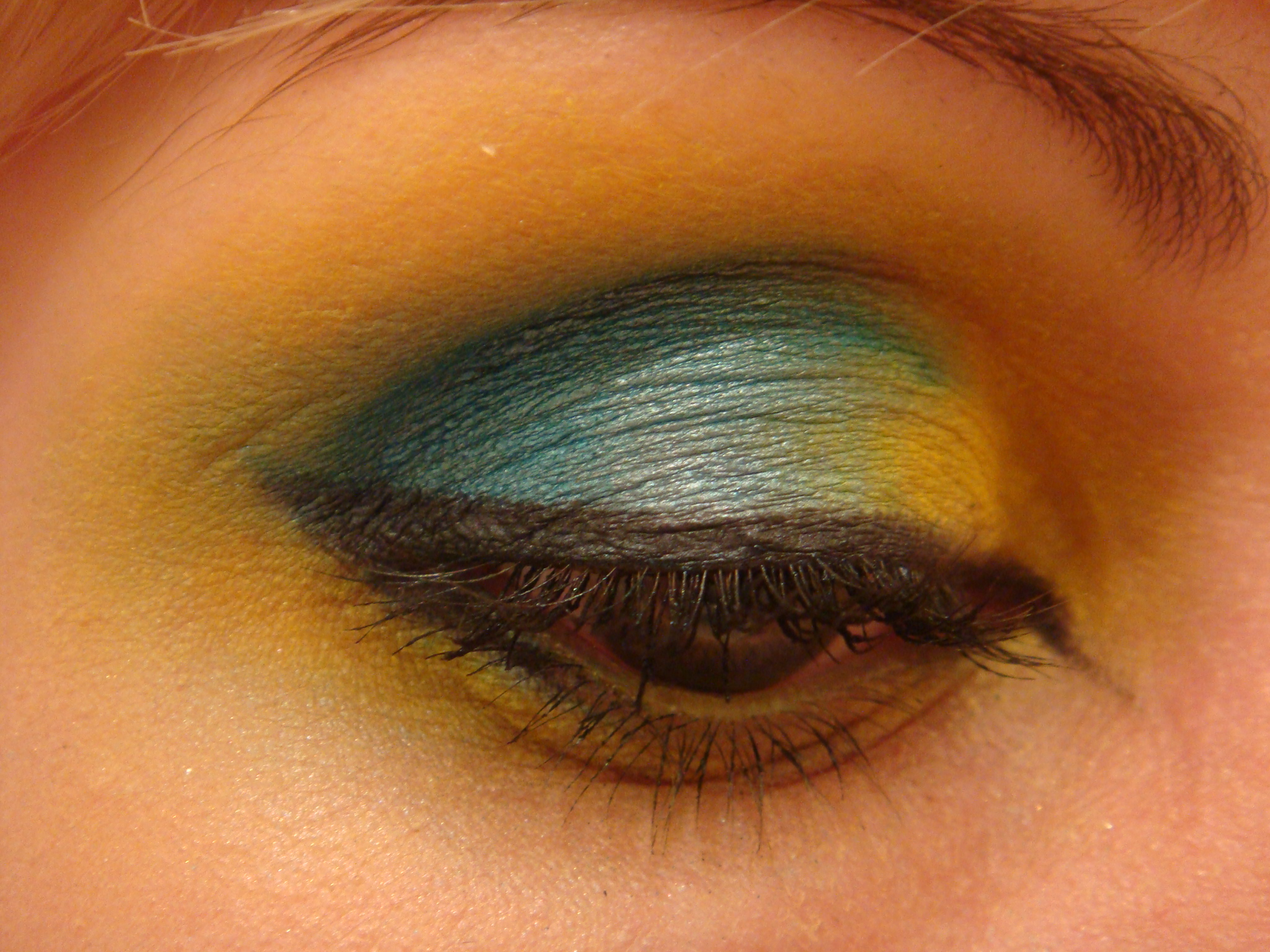
Auge mit blauem und gelbem Lidschatten sowie schwarzem Kajal

Schönheitsmittel sind in der Kosmetik alle Mittel, die nicht der Haut- und Körperpflege dienen, sondern vorwiegend das Aussehen beeinflussen sollen. Dazu zählen Lippenstifte, Lidschatten, Augenbraunen- und Wimperntuschen, Schminken, Rouge, Makeup und Fond-Cremes. Auch Kajal-Stifte etc. zählen zu den Schönheitsmitteln.